# Massimo d’Azeglio
Massimo Taparelli, markiz d’Azeglio (ur. 24 października 1798 w Turynie, zm. 15 stycznia 1866, tamże) – włoski polityk, pisarz, historyk i malarz, zasłużony działacz na rzecz niepodległości Włoch, 1850–1852 premier Królestwa Sardynii w rządzie Wiktora Emanuela II, potem minister spraw zagranicznych, autor powieści historycznych (Hector Fieramosa, 1833, Nicolo de Lapi, 1841), pamiętników i pism politycznych. Nauczyciel Humberta I, króla Włoch w latach 1878–1900.
Odznaczenia
- Wielka Wstęga Orderu Świętych Maurycego i Łazarza
- Order Sabaudzki Cywilny
- Oficer Orderu Sabaudzkiego Wojskowego
- Krzyż Wielki Orderu Świętego Józefa
- Wielka Wstęga Orderu Leopolda
- Krzyż Wielki Orderu Legii Honorowej
- Krzyż Wielki Orderu Zbawiciela
- Krzyż Wielki Orderu Chrystusa
- Krzyż Wielki Orderu Vila Viçosa
- Krzyż Wielki Orderu Lwa Niderlandzkiego
- Krzyż Wielki Orderu Karola III